# Гимназия „Карл фон Линде“ (Кемптен)
Гимназията „Карл фон Линде“ (на немски: Carl-von-Linde-Gymnasium Kempten) е една от трите държавни гимназии в град Кемптен, провинция Бавария, Германия. Тя представлява лингвистична, музикална, социално-научна и хуманитарна гимназия. Патрон на училището е германския инженер-изобретател Карл фон Линде (1842 – 1934), който завършва гимназията през 1861 г. Основана е през 1804 г. От поемането на управлението от правителството на Кралство Бавария през 1806 г., бившето латинско училище запазва приемственост. То е едно от най-старите училища в Бавария. Към учебната 2023/2024 г. в нея преподават 45 учители и се обучават 550 ученици. От 2022 г. директор на гимназията е Щефан Дитер.